# Ingrid Rüütel

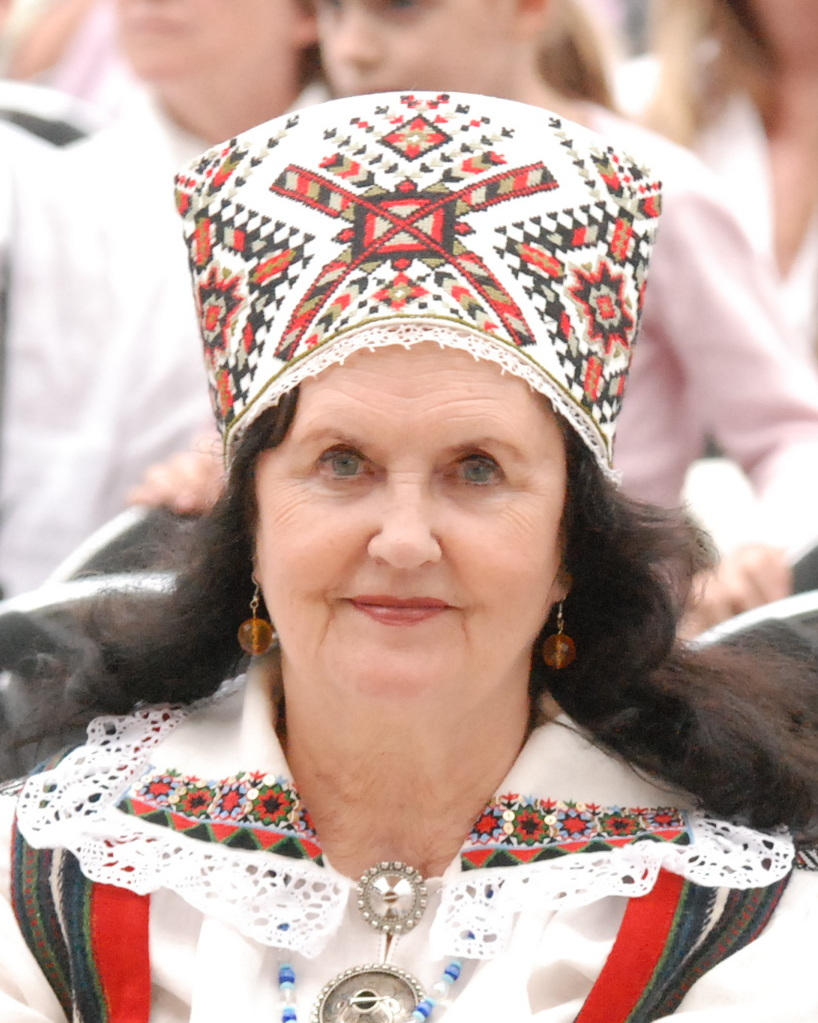
Ingrid Rüütel beim estnischen Sängerfest 2009

Ingrid Rüütel (* 3. November 1935 in Tallinn; geborene Ruus) ist eine estnische Volkskundlerin und Philologin.
Ingrid Rüütel wurde als Tochter der estnischen Schauspielerin Linda Karin Ruus und des kommunistischen Politikers Neeme Ruus geboren. Ihr Vater wurde 1942, während der nationalsozialistischen Besetzung Estlands, von deutschen Truppen hingerichtet.
Ingrid Rüütel war bis zu dessen Tod mit dem Politiker Arnold Rüütel verheiratet, der von 2001 bis 2006 als Staatspräsident der Republik Estland amtierte.